# Чинуль
Чину́ль (кор. 지눌, 知訥; 1158–1210) — корейский буддийский наставник, основатель школы Чоге Созерцательного направления буддизма. Мирская фамилия — Чон (кор. 정, 鄭), прозвание — Могуджа́ (кор. 목우자, 牧牛子), посмертный почётный титул — наставник государства Пури́ль Поджо́-кукса́ (кор. 불일보조국사, 佛日普照國師).

## Жизнеописание
Родился в области Тон-чу (ныне округ Сохын-кун провинции Хванхэ-пукто) в знатной семье. В детстве был болезненным ребёнком, и отец дал обет в случае исцеления отдать сына в монастырь. Мальчик выздоровел и в восьмилетнем возрасте был пострижен в монахи с именем Чинуль.
В 1182 г. Чинуль сдал монашеский экзамен, дававший ему право претендовать на административные должности, но отказался от карьеры и вместе с несколькими друзьями дал обет создать Братство сосредоточения и мудрости (кор. 정혜결사 Чонхе кёльса, 定慧結社), члены которого могли бы, отрешившись от мира, посвятить себя духовной практике.
Поскольку возможности немедленно осуществить свой обет будущие члены братства не имели, Чинуль удалился в монастырь Чхонвон-са (кор. 청원사, 淸願寺), где, ежедневно читая «Сутру помоста шестого патриарха» и практикуя медитацию, обрёл первое пробуждение. После этого, изучая Трипитаку и медитируя в монастыре Помун-са (кор. 보문사, 普門寺), он в 1185 г. достиг второго, более глубокого, пробуждения.
В 1188 г. члены Братства сосредоточения и мудрости смогли найти подходящее место для совместной практики в монастыре Коджо-са (кор. 거조사, 居組寺. Спустя несколько лет, когда число учеников Чинуля значительно возросло, было принято решение о переводе общины на новое место, для чего был избран монастырь Кильсан-са (кор. 길상사, 吉祥寺) — ныне Сонгванса (кор. 송광사, 松廣寺). Направляясь туда, Чинуль задержался для усиленной медитации в ските Санмуджу-ам (кор. 상무주암, 上無住庵), где, изучая записи китайского чаньского наставника Дахуэя (кит. 大慧; 1089–1163), обрёл третье и окончательное пробуждение.
С 1200 г. Чинуль возглавлял монастырь Кильсан-са. В 1205 г. эта обитель по указу государя получила название общины Сусон-са (кор. 수선사, 修禪社), а гора Сонгван-сан, где она находилась, была переименована в Чоге-сан (кор. 조계산, 曹溪山) — то есть получила имя той горы, где некогда обитал патриарх Хуэйнэн.
Чинуль скончался в Сусон-са в окружении учеников в 1210 г. Его духовным преемником стал Хесим (кор. 혜심, 惠諶; 1178–1234).

## Мировоззрение и влияние на корейскую буддийскую традицию
Для мировоззрения Чинуля была характерна тенденция к гармоничному сочетанию методов Созерцательного и Доктринального направлений буддизма. Этот подход был унаследован сначала его учениками, а затем — и корейской буддийской традицией в целом.
Кроме того, Чинулю принадлежит заслуга популяризации в Корее метода медитации с использованием коанов, характерного для линии Линьцзи Южной школы Чань — именно это направление Чань представлял наставник Дахуэй.
Составленный Чинулем для своих учеников свод правил поведения в настоящее время принят в большинстве традиционных корейских монастырей.